# UTC-9:30
Часово отместване UTC-9:30 се използва в:
- Френска Полинезия
  - Маркизки острови[1]